# 克雷泰伊
克雷泰伊（法語：Créteil，法語發音：[kʁetɛj] ⓘ），法国中北部城市，法兰西岛大区马恩河谷省的一个市镇，也是该省的省会，下辖克雷泰伊区，其市镇面积为11.43平方公里，2022年1月1日时的人口数量为92,859人，是该省人口第二多的市镇，仅次于塞纳河畔维特里，在所有法国排名第48位。
克雷泰伊位于巴黎市区东南部，塞纳河右岸，是大巴黎都会区的一部分，也是巴黎附近一个重要的卫星城，通过巴黎地铁8号线以及法兰西岛大区快铁D线连接巴黎市区。克雷泰伊自1968年起成为马恩河谷省的省会，现为该省的政治、文化、医疗、商业和教育中心，并分布有大量居民区。

## 地名来源

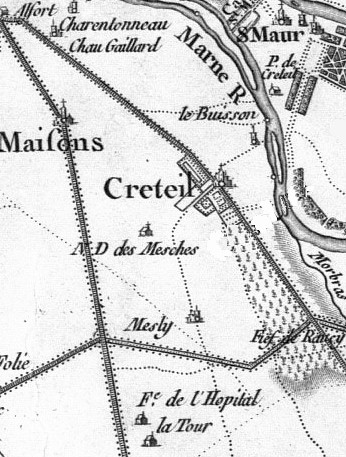
卡西尼地图上的克雷泰伊

“克雷泰伊”一名来源于高卢语，意为“Cristos”的城池，Cristos是一个高卢人物，可能是这一区域的领主。

## 历史
当地出土的文物表明，克雷泰伊境内早在新石器时期就已出现人类活动，当地曾发现少量该时期的人类活动遗迹，此后历史上长期为一处普通农业村落，12世纪时成为圣日耳曼欧塞尔教堂的一处领地。英法百年战争期间，克雷泰伊地区被英格兰-勃艮第联合叛军烧毁。法国大革命后，克雷泰伊成为塞纳省的一个市镇。十九世纪中叶，克雷泰伊多次遭遇马恩河洪水侵袭。克雷泰伊人口数量直到20世纪初才突破5,000。世界大战结束后，巴黎城市开始快速向外扩张，克雷泰伊人口数量急速上涨；1968年，克雷泰伊所处的塞纳省被撤销，原省内东南地区的大部分市镇重新组合成为马恩河谷省，克雷泰伊成为省会，并作为行政中心而出现了大批现代集中式居民区。巴黎地铁8号线于1973年首次延伸至克雷泰伊境内。2011年，克雷泰伊人口数量突破九万，成为巴黎近郊卫星城中人数最多的市镇之一。

## 地理

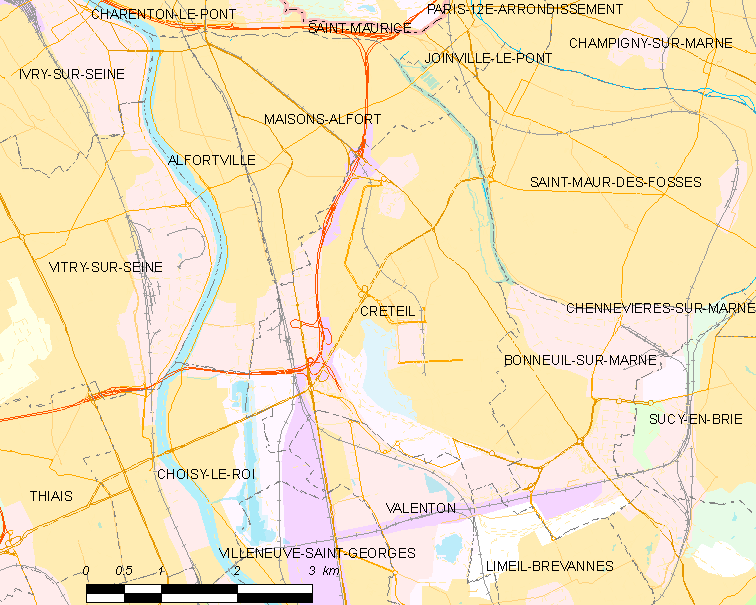
克雷泰伊市镇地图

克雷泰伊位于法国中北部，法兰西岛大区的中部略偏东和马恩河谷省的中东部，距离法国首都巴黎大约11公里。与克雷泰伊接壤的市镇包括：迈松阿尔福、阿尔福维尔、圣莫代福塞、利梅伊-布雷瓦讷、马恩河畔博讷伊、瓦朗通以及舒瓦西勒鲁瓦。

### 地形
克雷泰伊位于马恩河下游冲积平原上，地形平坦。整个克雷泰伊市区的海拔在31至47米之间。

### 水文
克雷泰伊属于法国五大流域之一的塞纳河流域，其右岸一级支流马恩河自南向北流经克雷泰伊市区东部。此外克雷泰伊境内还有多处人工景观湖泊，通过水道与塞纳河相连。

### 植被
克雷泰伊属于温带阔叶混交林区，市区内的主要绿地公园包括迪佩鲁公园（Parc Dupeyroux）、马恩河谷省公园（Parc départemental du Val-de-Marne）等，均常年免费向公众开放。
在鲜花城市的评比中，克雷泰伊被评为4星级（最高级）鲜花城市。

### 气候
克雷泰伊在柯本气候分类法中属于温带海洋性气候，年温差较小，降水分布均匀。
距离克雷泰伊最近的气象站位于奥利境内，以下为该气象站的数据：
| 奥利1981年－2019年  | 奥利1981年－2019年 | 奥利1981年－2019年 | 奥利1981年－2019年 | 奥利1981年－2019年 | 奥利1981年－2019年 | 奥利1981年－2019年 | 奥利1981年－2019年 | 奥利1981年－2019年 | 奥利1981年－2019年 | 奥利1981年－2019年 | 奥利1981年－2019年 | 奥利1981年－2019年 | 奥利1981年－2019年 |
| 月份                | 1月                | 2月                | 3月                | 4月                | 5月                | 6月                | 7月                | 8月                | 9月                | 10月               | 11月               | 12月               | 全年               |
| ------------------- | ------------------ | ------------------ | ------------------ | ------------------ | ------------------ | ------------------ | ------------------ | ------------------ | ------------------ | ------------------ | ------------------ | ------------------ | ------------------ |
| 历史最高温 °C（°F） | 16.5 (61.7)        | 20.8 (69.4)        | 24.5 (76.1)        | 29.4 (84.9)        | 35.0 (95.0)        | 37.1 (98.8)        | 41.9 (107.4)       | 40.0 (104.0)       | 33.0 (91.4)        | 31.3 (88.3)        | 21.8 (71.2)        | 17.3 (63.1)        | 41.9 (107.4)       |
| 平均高温 °C（°F）   | 6.7 (44.1)         | 7.9 (46.2)         | 11.9 (53.4)        | 15.3 (59.5)        | 19.3 (66.7)        | 22.6 (72.7)        | 25.3 (77.5)        | 25.1 (77.2)        | 21.2 (70.2)        | 16.3 (61.3)        | 10.5 (50.9)        | 7.1 (44.8)         | 15.8 (60.4)        |
| 日均气温 °C（°F）   | 4.1 (39.4)         | 4.7 (40.5)         | 7.9 (46.2)         | 10.6 (51.1)        | 14.5 (58.1)        | 17.6 (63.7)        | 20 (68)            | 19.7 (67.5)        | 16.3 (61.3)        | 12.3 (54.1)        | 7.5 (45.5)         | 4.7 (40.5)         | 11.7 (53.0)        |
| 平均低温 °C（°F）   | 1.6 (34.9)         | 1.5 (34.7)         | 3.9 (39.0)         | 5.9 (42.6)         | 9.7 (49.5)         | 12.7 (54.9)        | 14.7 (58.5)        | 14.3 (57.7)        | 11.4 (52.5)        | 8.4 (47.1)         | 4.5 (40.1)         | 2.3 (36.1)         | 7.6 (45.6)         |
| 历史最低温 °C（°F） | −16.8 (1.8)        | −15 (5)            | −9.4 (15.1)        | −4.3 (24.3)        | −1.3 (29.7)        | 3 (37)             | −0.3 (31.5)        | 5.6 (42.1)         | 1.7 (35.1)         | −11.7 (10.9)       | −9.6 (14.7)        | −13.3 (8.1)        | −16.8 (1.8)        |
| 平均降水量 mm（）   | 49.4 (1.94)        | 41.2 (1.62)        | 47.2 (1.86)        | 49.4 (1.94)        | 59.3 (2.33)        | 49 (1.9)           | 57.9 (2.28)        | 51.6 (2.03)        | 49.1 (1.93)        | 57.6 (2.27)        | 49.9 (1.96)        | 55 (2.2)           | 616.6 (24.26)      |
| 月均日照時數        | 43.4               | 66.3               | 162.6              | 172.4              | 165.4              | 176.6              | 232.1              | 220.4              | 193.9              | 131.9              | 49.1               | 55.3               | 1,669.4            |
| 来源：infoclimat    |                    |                    |                    |                    |                    |                    |                    |                    |                    |                    |                    |                    |                    |

## 行政区划

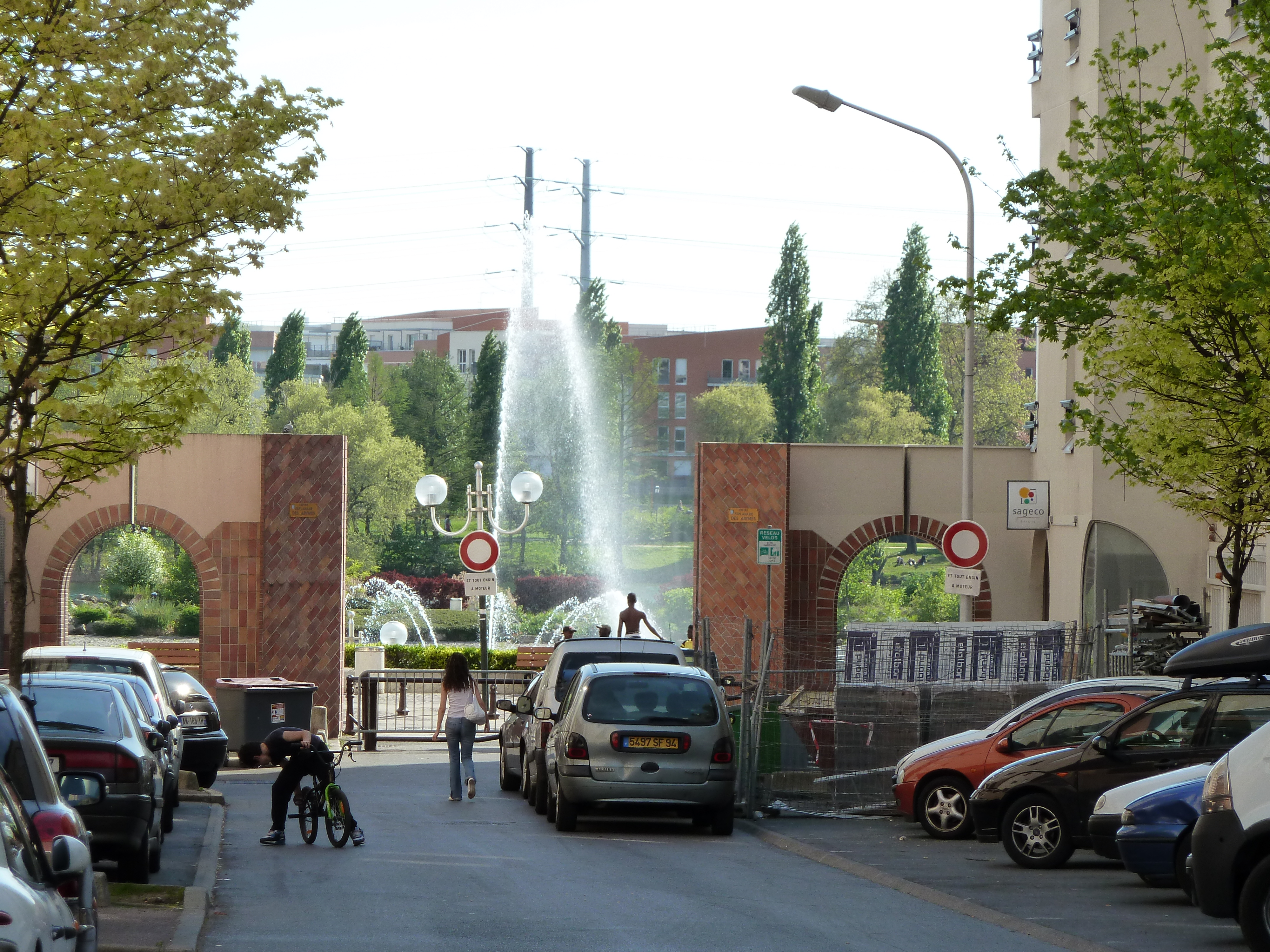
克雷泰伊街景

克雷泰伊是法国法兰西岛大区马恩河谷省的一个市镇，编号为94028，它也是马恩河谷省的省会。克雷泰伊下辖克雷泰伊区，隶属于马恩河谷省第一选区，管理克雷泰伊第一县和第二县，同时克雷泰伊也是大巴黎东南公共土地管理局的办公驻地，在城市圈上属于大巴黎都会区的一部分。
根据克雷泰伊市政府官网，克雷泰伊市区共有5个板块（Secteur）和10个街区（Quartier）；
法国国家统计与经济研究所（简称）在进行数据统计时，将克雷泰伊及相邻的另外428个市镇设为巴黎城市核心区（2020年扩充至431个），并将包括核心区在内的周边共1,794个市镇划为巴黎城市区。自2020年起，巴黎城市区被包含1,949个市镇的巴黎城市辐射区代替。此外，还将克雷泰伊市镇分为了30个“块区”（IRIS）。

## 交通

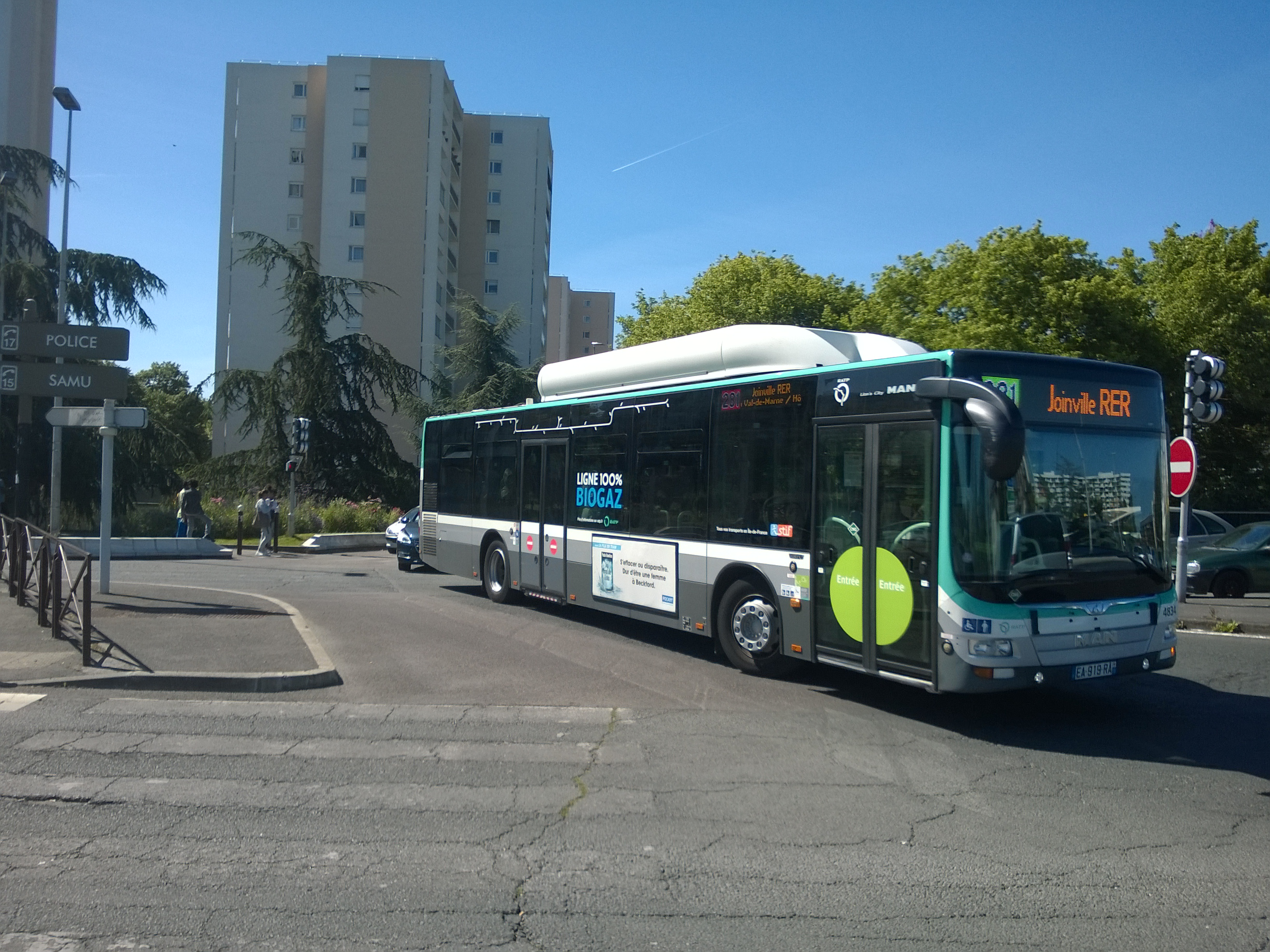
行驶于克雷泰伊街头的一辆公共汽车

### 公路
克雷泰伊境内有多条快速通道，包括巴黎外环高速公路、法国国道N6线和N406线等。马恩河谷省省道D1线、D19线、D86线等经过克雷泰伊境内，并均已改建成为城市道路。

### 铁路
巴黎－马赛铁路经过克雷泰伊市区西部，并设有蓬帕杜火车站，供法兰西岛大区快铁D线停靠。
巴黎地铁8号线经过境内，并设有4个车站。

### 航空
克雷泰伊境内没有任何航空设施。距离克雷泰伊最近的民用航空机场为巴黎-奥利机场，距离克雷泰伊大约9公里。

### 城市公共交通
巴黎公交104路、107路、117路、172路、181路、217路、281路、308路、317路、396路及马恩河谷快速公交经过克雷泰伊境内。法国交通发展集团下属的汽车旅行公交线路网亦有三条公交线路经过克雷泰伊境内。
| 途经克雷泰伊境内的主要公共交通线路 |        | |
| 类型                               | 运营商 | 线路 |
| 快铁                               |        | ：克雷伊 ↔ 圣但尼 ↔ 巴黎北站 ↔ 沙特雷-大堂 ↔ 里昂火车站 ↔ 蓬帕杜 ↔ 圣乔治新城站 ↔ 瑞维西 ↔ 埃夫里-库尔库罗讷 ↔ 科尔贝伊-埃松 ↔ 默伦 ：克雷伊 ↔ 圣但尼 ↔ 巴黎北站 ↔ 沙特雷-大堂 ↔ 里昂火车站 ↔ 蓬帕杜 ↔ 圣乔治新城站 ↔ 孔布城站 ↔ 略桑-穆瓦西 ↔ 默伦 |
| 地铁                               | RATP   | 巴拉 ↔ 荣军院 ↔ 歌剧院 ↔ 共和国 ↔ 巴士底狱 ↔ 沙朗通门 ↔ 迈松阿尔福兽医学校 ↔ 克雷泰伊莱沙尔 ↔ 克雷泰伊大学 ↔ 克雷泰伊省府 ↔ 湖之角 |
| 快速公交                           | RATP   | Tvm：安东尼-快铁贝尔尼十字架站 ↔ 舍维伊拉吕市政府 ↔ 蒂艾门 ↔ 抵抗运动路口 ↔ 快铁舒瓦西勒鲁瓦站 ↔ 快铁蓬帕杜站 ↔ 马恩河谷省政府 ↔ 道士篱 ↔ 克雷泰伊大学 ↔ 克雷泰伊教堂 ↔ 快铁圣莫-克雷泰伊站 393：抵抗运动路口 ↔ 快铁舒瓦西勒鲁瓦站 ↔ 快铁蓬帕杜站 ↔ 湖之角 ↔ 欧罗巴公园 ↔ 小方块 ↔ 快铁叙西-博讷伊站 |
| 公共汽车                           | RATP   | 104：迈松阿尔福兽医学校 ↔ 迈松阿尔福体育场 ↔ 迈松阿尔福莱瑞利奥特 ↔ 克雷泰伊教堂 ↔ 法比安上校 ↔ 小方块 ↔ 快铁叙西-博讷伊站 ↔ RATP车库 107：迈松阿尔福兽医学校 ↔ 迈松阿尔福桥 ↔ 谢雷-拉费里耶尔 ↔ 快铁圣莫-克雷泰伊站 117：马恩河谷省政府 ↔ 克雷泰伊省府 ↔ 湖之角 ↔ 叙利 ↔ 法比安上校 ↔ 让·穆兰广场 ↔ 快铁尚皮尼-圣莫站 172：亨利·蒙多尔医院 ↔ 克雷泰伊莱沙尔 ↔ 快铁迈松阿尔福-阿尔福维尔站 ↔ MAC-VAL博物馆 ↔ 犹太城-路易·阿拉贡站 ↔ 拉伊莱罗斯市政府 ↔ 快铁拉雷讷堡站 181：迈松阿尔福兽医学校 ↔ 快铁绿景苑站 ↔ 道士篱 ↔ 马恩河谷省政府 ↔ 克雷泰伊省府 ↔ 拉加泰 217：克雷泰伊市政厅 ↔ 约翰·肯尼迪 ↔ 克雷泰伊教堂 ↔ 迈松阿尔福莱瑞利奥特 ↔ 快铁迈松阿尔福-阿尔福维尔站 ↔ 快铁塞纳河畔维特里站 281：欧罗巴公园 ↔ 叙利 ↔ 约翰·肯尼迪 ↔ 克雷泰伊省府 ↔ 马恩河谷省政府 ↔ 道士篱 ↔ 克雷泰伊莱沙尔 ↔ 亨利·蒙多尔医院 ↔ 谢雷-拉费里耶尔 ↔ 迈松阿尔福桥 ↔ 快铁桥连城站 308：马恩河谷省政府 ↔ 克雷泰伊省府 ↔ 约翰·肯尼迪 ↔ 拉加泰 ↔ 博讷伊市政厅 ↔ 快铁叙西-博讷伊站 ↔ 行政中心 ↔ 旧磨坊街 ↔ 谢讷维耶尔市政厅 ↔ 快铁马恩河畔维利耶站 317：克雷泰伊市政厅 ↔ 马恩河谷省政府 ↔ 克雷泰伊大学 ↔ 克雷泰伊教堂 ↔ 快铁圣莫公园站 ↔ 尚皮尼之勺 ↔ 戴高乐将军 ↔ 快铁诺让-勒佩罗站 |
| 公共汽车                           | SETRA  | 12：马恩河谷省政府 ↔ 克雷泰伊省府 ↔ 拉加泰 ↔ 法比安上校 ↔ 快铁布瓦西圣莱热站 ↔ 林地环岛 ↔ 桑特尼-市政府 ↔ 塞尔翁-市政府 ↔ 费罗勒-阿蒂伊-福尔西耶 23：马恩河谷省政府 ↔ 湖之角 ↔ 快铁布瓦西圣莱热站 ↔ 拉吉内特初级中学 ↔ 西蒙娜·薇伊初级中学 ↔ 自然之屋 ↔ 布里孔特罗贝尔-吕西安·代塔尔体育场 Express 100：克雷泰伊莱沙尔站 ↔ 尚大学城 ↔ 四道口 ↔ 快铁托尔西站 |
| 公共汽车                           | STRAV  | B：莱沙尔站 ↔ 蓬帕杜站 ↔ 快铁圣乔治新城站 ↔ 综合诊疗中心 ↔ 耶尔市政厅 ↔ 快铁布吕努瓦站 K：圣乔治新城汽车站 ↔ 旧邮局 ↔ 利梅伊-布雷瓦讷-市政厅 ↔ 湖之角站 ↔ 克雷泰伊市政府 ↔ 马恩河谷省政府 |
| 公共汽车                           | (N)    | N32：巴黎-里昂火车站-狄德罗 ↔ 迈松阿尔福兽医学校 ↔ 克雷泰伊教堂 ↔ 约翰·肯尼迪 ↔ 克雷泰伊市政厅 ↔ 湖之角 ↔ 快铁叙西-博讷伊站 ↔ 快铁布瓦西圣莱热站 N71：朗日斯国际商贸城 ↔ 蒂艾门 ↔ 抵抗运动路口 ↔ 快铁舒瓦西勒鲁瓦站 ↔ 快铁蓬帕杜站 ↔ 马恩河谷省政府 ↔ 道士篱 ↔ 克雷泰伊大学 ↔ 克雷泰伊教堂 ↔ 快铁圣莫-克雷泰伊站 ↔ 尚皮尼之勺 ↔ 戴高乐将军 ↔ 快铁诺让-勒佩罗站 ↔ 快铁丰特奈谷站 |
| 1.                                 |        | |

## 政治
现任克雷泰伊市长为洛朗·卡塔拉先生，于1977年上任，连续8届连任，现为社会党的一名成员，在2020年的市政选举中获得69.82%的支持率。
| 克雷泰伊历届市长 |                                   |                 |
| 任期             | 市长                              | 党派            |
| 1945年－1953年   | Paul Casalis 保罗·卡萨利斯        | RPF法国人民联盟 |
| 1953年－1965年   | François Dassibat 弗朗索瓦·达西巴 | 不详            |
| 1965年－1977年   | Pierre Billotte 皮埃尔·比约特     | UNR新共和国联盟 |
| 1977年－         | Laurent Cathala 洛朗·卡塔拉       | PS社会党        |

在2017年法国大选中，左翼阵线领袖让-吕克·梅朗雄在首轮选举中获得27.55%的支持率，高于法国现任总统马克龙（26.82%），但后者在第二轮获得了82.44%的支持率。

## 人口
2017年，克雷泰伊市镇人口数量为90,605，在法国排名第48位。其中男性42,292人，女性47,100人，75岁及以上人口占4.8%，外籍人口数量为14,077人，人口密度为7,906人/平方公里，当地居民被称为（男性）或（女性）。2018年，克雷泰伊境内出生1,435人，死亡人口483人。
| 年份   | 1936   | 1946   | 1954   | 1962   | 1968   | 1975   | 1982   | 1990   | 1999   | 2006   | 2011   | 2016   | 2017   |
| ------ | ------ | ------ | ------ | ------ | ------ | ------ | ------ | ------ | ------ | ------ | ------ | ------ | ------ |
| 人口數 | 11,755 | 11,008 | 13,793 | 30,403 | 49,197 | 59,023 | 71,693 | 82,088 | 82,154 | 88,939 | 90,528 | 91,042 | 90,605 |

## 经济
克雷泰伊是一个区域性的中心城市。截止2021年9月，当地共有各类用人单位（包含自雇）12,637家，平均历史为11年，其中98.43%为中小型企业（PME）。 （制药）、（汽车零件生产）及（酒精饮料生产）是当地2019年营业额最高的三个企业，分别为1,532,155,921欧元、853,933,515欧元和358,863,663欧元。

## 财政收入
2019年，克雷泰伊的财政收入总额为175,697,000欧元，财政支出总额为165,712,000欧元，当年的债务总额为133,733,000欧元。2021年，克雷泰伊共获得19,023,868欧元的国家财政补助，比上一年增加了1.33%。
2017年，克雷泰伊的人均月收入总额为2,272欧元，其中高级职员为3,681欧元，低于法国平均水平（4,214欧元）；中级职员为2,345欧元，低于法国平均水平（2,353欧元）；普通职员为1,712欧元，高于法国平均水平（1,690欧元）。
2017年，克雷泰伊境内的青壮年（15至64岁）失业率为14.7%，当地49.6%的家庭拥有纳税资格，平均纳税3,491欧元，低于法国平均水平（3,888欧元）。

## 社会事务

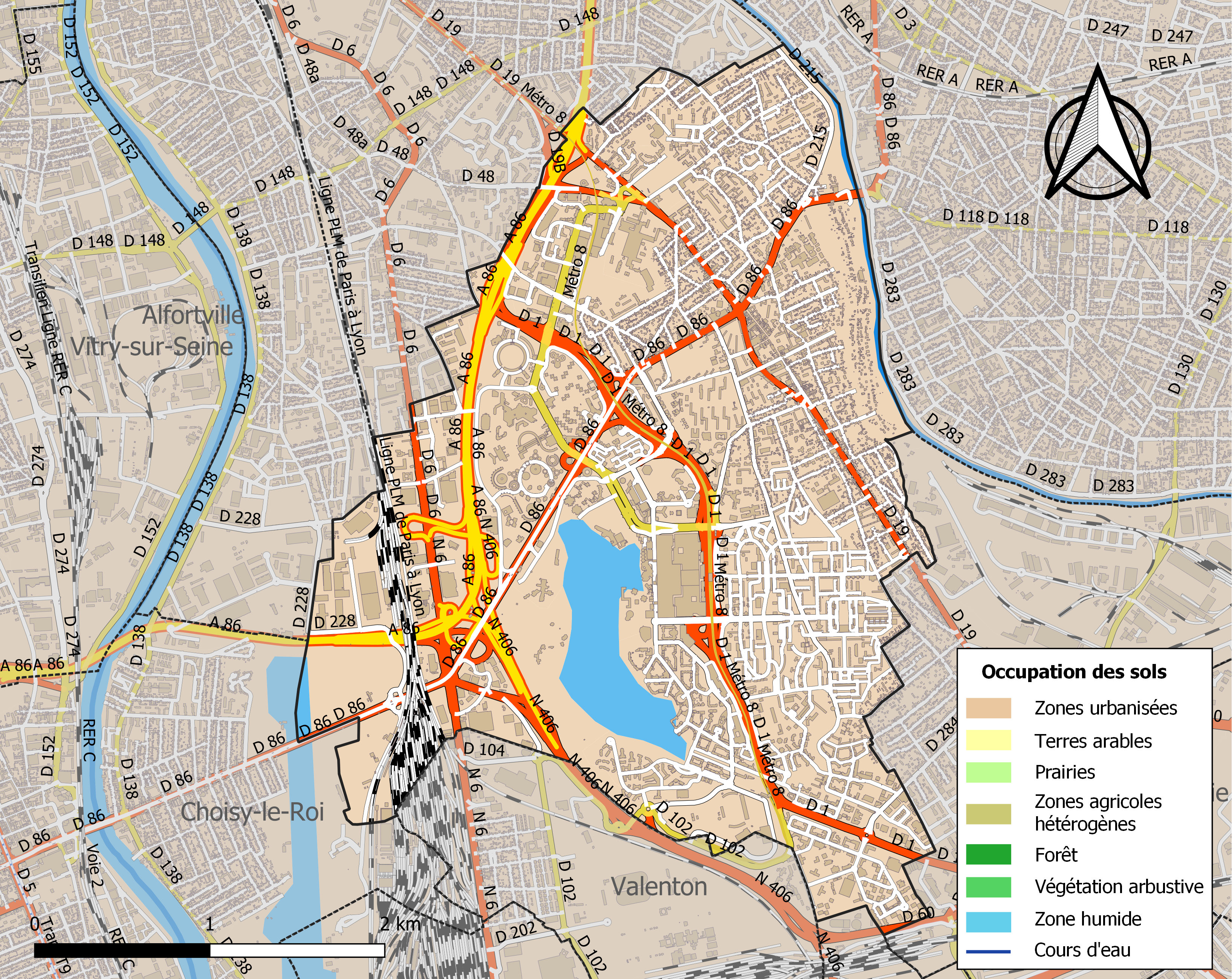
克雷泰伊土地利用情况地图

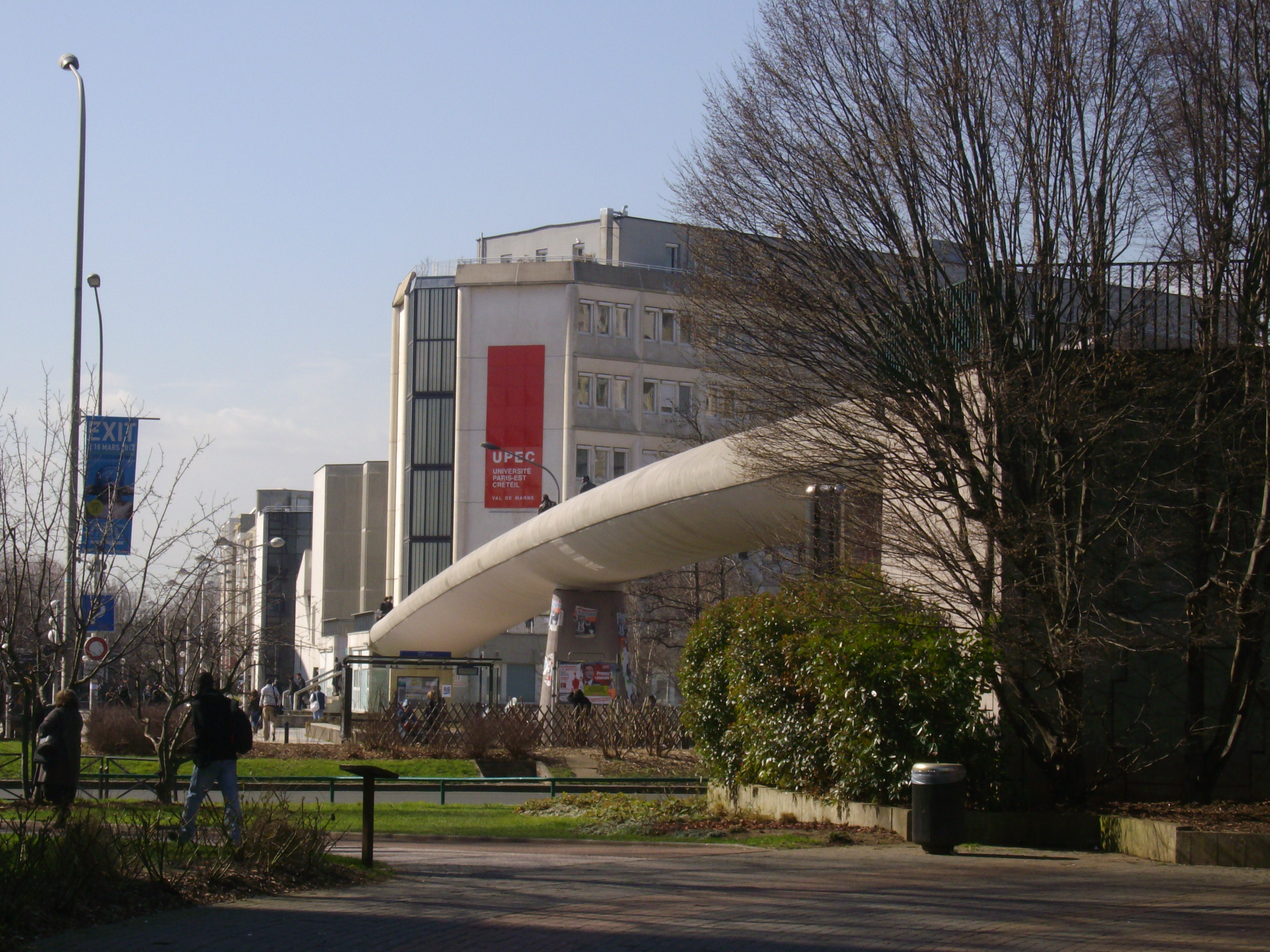
巴黎第十二大学

### 教育
克雷泰伊是克雷泰伊学区的总部所在地，该学区管辖塞纳-马恩省、塞纳-圣但尼省和马恩河谷省境内所有教育机构。
截止2018年底，克雷泰伊境内共有19所幼儿园、27所小学、11所初级中学和11所高级中学（包括7所普通高中和4所职业高中）。
在高等教育方面，巴黎第十二大学，又名”东巴黎-克雷泰伊-马恩河谷大学“（Université Paris-Est-Créteil-Val-de-Marne），建于1970年，是法国的一所公立大学，总部位于克雷泰伊，并在克雷泰伊学区境内设有多个校区。

### 医疗
截止2019年1月1日，克雷泰伊境内共有全科医生65名、保健师58名、牙医58名、护士80名、耳科医生5名、眼科医生6名、皮肤科医生4名、助产士8名、儿科医生10名和妇科医生8名。境内共有药房32家、养老院7家、残疾人帮扶中心9家。
克雷泰伊境内共有三处综合性医院：
- 巴黎第十二大学附属亨利-蒙多中心医院（法语：Centre hospitalier universitaire Henri-Mondor）[41]
- 克雷泰伊市际医院（法语：Hôpital intercommunal de Créteil）[42]
- 阿尔贝-舍纳维耶医院（法语：Hôpital Albert-Chenevier）[43]。

此外，克雷泰伊境内还有6处养老院和9处残疾人帮助中心。

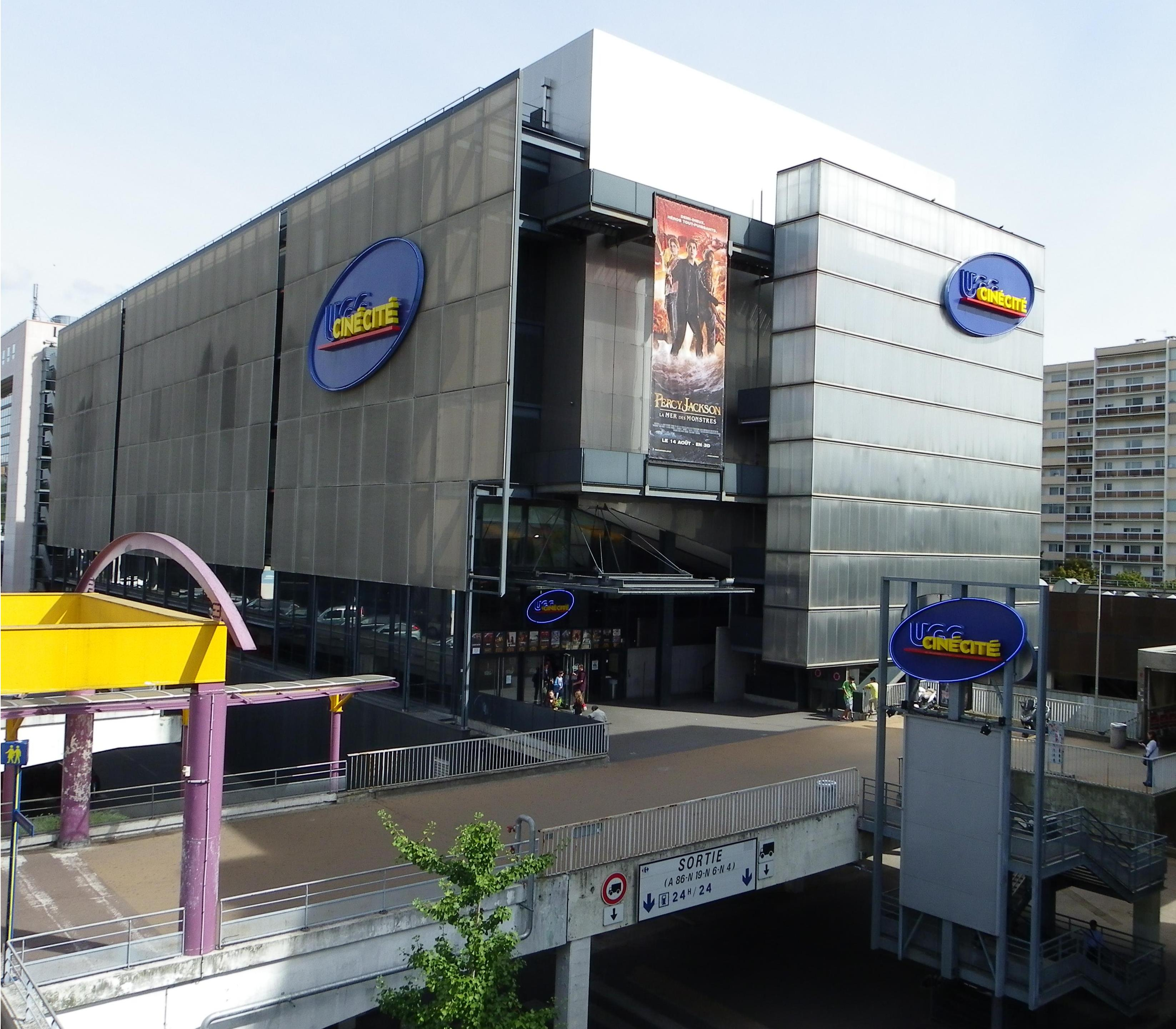
克雷泰伊阳光购物中心

### 住房
2017年，克雷泰伊境内共有各类住房38,809套，其中8.2%为独立式居民区，90.2%为集中式居民区。常住房屋占克雷泰伊市镇范围内居民建筑总量的95.3%。
在住房保障政策方面，2017年，克雷泰伊境内共有9,857户家庭获得了住房经济补助，受益人数占总人口数量的10.9%，其中9,434份为房租补助。

### 商业
2019年，克雷泰伊境内共有各类实体商铺1,656家，其中餐厅271家、大型超市18家、杂货店34家、面包房32家、肉铺19家、书店27家、装饰品店1家、银行门店34家、美容美发店59家、汽车维修店47家。阳光城是克雷泰伊的一个大型综合购物中心，面积超过12万平方米，集中了204家各类商场。

### 体育
2019年，克雷泰伊境内共有4家游泳池、16间体育馆、12座综合体育场、39处网球场、6处足球或橄榄球场以及10处篮球或排球场。
克雷泰伊手球俱乐部曾于1989年获得法国手球甲级联赛的冠军。克雷泰伊吕西塔诺足球俱乐部曾于2013至2016年间参加法国足球乙级联赛。

### 环境
克雷泰伊的环境事务由其所属的巴黎都会区负责。2017年，克雷泰伊境内共有1家污染企业。

### 治安
2019年，克雷泰伊市镇范围内共有3处派出所。
2014年，克雷泰伊及附近地区共发生各类案件7,868起，其中盗窃类案件4,903起，经济类案件777起，毒品交易类案件452起。

## 文化

### 旅游
克雷泰伊境内的旅游景点较少，基本没有历史古迹。截止2018年1月1日，克雷泰伊境内设有5家宾馆共计421间房间。

### 活动
克雷泰伊女性国际电影节创建于1979年，是一个以女性为主题的电影节。

### 媒体
法国主要的媒体均可在克雷泰伊接收，法国电视三台下属的法兰西岛大区频道在部分时段播出克雷泰伊所属区域的地方新闻。

## 友好城市
| - 以色列亞姆村 - 法國莱萨比姆 - 德国薩爾茨吉特 | - 苏格兰福尔柯克 - 科托努 - 西班牙马塔罗 | - 亞美尼亞久姆里 - 古巴普拉亚 - 葡萄牙洛萊 |